# Damián Stazzone
Damián Stazzone Álvarez (Buenos Aires, 31 gennaio 1986) è un ex giocatore di calcio a 5 argentino.
Con la nazionale argentina è stato campione del mondo nel 2016 e campione sudamericano nel 2015.

## Carriera

### Club
Originario del barrio Flores, a 12 anni entra nel settore giovanile del San Lorenzo, società a cui legherà, quasi interamente, la propria carriera sportiva. Nell'autunno del 2011 si trasferisce allo Sporting Sala Consilina, società campana militante in Serie B, restandovi fino al termine della stagione regolare quando rientra in patria per alcuni mesi per giocare con l'América del Sud. La stagione seguente viene ceduto al Latina in Serie A2. Concluso il campionato italiano torna in Argentina, accordandosi con l'Alvear. Nella stagione 2014 fa ritorno al San Lorenzo, venendo eletto capitano della squadra.

### Nazionale
Con la nazionale maschile di calcio a 5 dell'Argentina ha vinto la Copa América 2015 e l'anno seguente la Coppa del Mondo. Al termine della Coppa del Mondo 2021 ha annunciato il suo ritiro dalla nazionale.

## Palmarès

### Nazionale
- Campionato mondiale: 1
Colombia 2016
- Coppa America: 1
Ecuador 2015